# 川畑文子

来日時（1933年）

川畑 文子（かわばた ふみこ、本名：橘 文江〈たちばな ふみえ〉、1916年6月17日 - 2007年1月2日）は、昭和戦前期にアメリカと日本で活躍したハワイ生まれの日系三世のダンサー、歌手である。
「泣かせて頂戴」「三日月娘」「青空」「上海リル」「月光價千金」などのジャズソングを中心に多数のヒット曲がある。ダンスとともに足を頭より高く上げるハイキックを披露し、愛くるしい容姿でアイドル的な人気を博した。
「川畑」の読み方については、アメリカ時代は当時の本名通りの「KAWAHATA」であるが、日本での芸名「川畑」は、サインや出版物のローマ字表記は「KAWABATA」であり、当時の新譜宣伝用レコードのナレーションにおいても「カワバタフミコ」と紹介されている。

## 来歴・人物
父は岡山県生まれの日系一世、母は日系二世で文子が3歳の頃ロサンゼルスに移住。5歳になった頃、病弱な文子の健康を気遣った母の意向により、ロサンゼルス郊外に転居した。
10歳の頃、ヴォードヴィルを見た影響により、近所の子供達を集めて庭の芝生で舞踊大会を開くようになった際に、足を頭より高く上げるハイキックを披露。その様子を見ていた母は文子の才能を見出し、12歳になった頃からダンスを学ばせることになった。すぐさま頭角を現し、オーヒューム劇場、ウエストコート劇場などに出演後、13歳の頃ニューヨークへ渡り、3年契約1か月1300ドルで当時大興行会社であったRKOと契約、全米のヴォードヴィル・シアター40数箇所にて公演することになる。当時ニューヨークで有名だったヴォードヴィル・シアターのパレス劇場の檜舞台を踏んだ日本人は、早川雪洲、三浦環と川畑文子の3人だけであると言われている。「ベビー・スター」「琥珀色のジョセフィン・ベーカー」とあだ名をつけられ、未だ東洋人差別が渦巻いていたジャズの本場のアメリカでも、既に一流の天才ダンサーという折紙付きであった。
文子は母・弟の清と共に日本に1932年10月、郵船浅間丸で横浜港に到着する。本来は多忙な生活に疲れたためにしばしの休養をかねてのお忍び旅行であったが、横浜港にはすでにコロムビアレコードが出迎えていた。そのため、アメリカでのRKOとの契約を残したまま、日本ではコロムビアレコードと契約を交わして芸能活動を始める。
1933年1月よりレコーディングを開始、2月にはラジオ番組に出演、デビュー作「いろあかり / 三日月娘」が発売、帰朝第1回公演が東京劇場で行われ、大好評を博した。
1933年12月31日からは陸の竜宮と言われた日本劇場杮落し公演「踊ル1934年」で主演を務め大ヒット、日劇周辺は入り切れない観客で溢れかえった。1933年のデビューから1934年までコロムビアレコードでジャズソング計36曲（うち2曲は未発売）のレコーディングを行い、1934年には日活で主演のトーキー映画『若夫婦試験別居』が公開されるとともに、日本中のみならず、大陸でも巡業した。翌1935年、テイチクと契約を結び、愛弟子のチェリー・ミヤノのボーカルによりタップダンスを収録した4曲を含む34曲をレコーディング（うち4曲は未発売）し、1935年5月に2作目の主演日活トーキー映画『うら街の交響楽』の公開を待たずして、RKOとの残りの契約を果たすために帰国する。1938年5月再来日し、再度コロムビアレコードと契約、6曲を吹き込む。大陸での日本軍慰問を含めた巡業の後、1939年4月に結婚し引退した。
戦後の1947年10月に、ハワイを経由してアメリカに帰国し、離婚。
晩年、舞踊評論家の乗越たかおが永年消息不明であった川畑文子への取材に成功。その成果は講談社から『アリス 〜ブロードウェイを魅了した天才ダンサー 川畑文子物語〜』（1999年）として発表されている。
2007年に永眠。享年90。

## ディスコグラフィー

### SP
- 川畑文子 / ユカレレ・ベビ－ c/w 淋しき路（日本コロムビア 27551、1933.01）
- 川畑文子 / いろあかり c/w 三日月娘（日本コロムビア 27318、1933.04）
- 川畑文子 / 沈む夕日よ（セントルイス・ブルース） c/w 別れの接吻（日本コロムビア 27360、1933.05）
- 川畑文子 / 青空 c/w キュ－バの豆売り（日本コロムビア 27441、1933.07）
- 川畑文子 / ひとりぼっち c/w 泣かせて頂戴（日本コロムビア 27471、1933.08）
- 川畑文子 / 思い出 c/w ハワイの唄（日本コロムビア 27517、1933.09）
- 川畑文子 / ラモナ c/w ラヴア･カム・バック・ツウ・ミ－（日本コロムビア 27583、1933.11）
- 川畑文子 / ジョニ－ c/w 嘆きの天使（日本コロムビア 27601、1933.12）
- 川畑文子 / スウィ－ト・ジェニ－・リ－ c/w レット・ミ－・コ－ル・ユ－・スィ－ト・ハ－ト（日本コロムビア 27614、1933.12）
- 川畑文子 / 輝く希望 c/w アラビヤの唄（日本コロムビア 27649、1934.01）
- 川畑文子､バートン・クレイン / サイド・バイ・サイド（貴方となれば） c/w 川畑文子 / フー（日本コロムビア 27690、1934.02）
- 川畑文子 / 花売り娘 c/w 淡谷のり子 / 街の灯（日本コロムビア 27722、1934.02）
- 川畑文子 / 薔薇の唄 c/w あたし一人を（日本コロムビア 27917、1934.07）
- 川畑文子 / 思い出のハヴァナ c/w ピエロの歌（日本コロムビア 27946、1934.08）
- 川畑文子 / 今はまぼろし c/w 楽しいひと時（日本コロムビア 27999、1934.09）
- 川畑文子 / スペインの娘 c/w 思い出の東京（日本コロムビア 28162、1935.01）
- 川畑文子 / 思い出のバナナ c/w ピエロの歌（リーガル/日本コロムビア 67324、1935.01） *再発
- 川畑文子 / ラ・クカラチャ c/w 上海リル（テイチク 15115、1935.03） *再発
- 川畑文子 / 青空 c/w ウクレレベビ－（テイチク 15116、1935.03）
- 川畑文子 / 灯りを消さずに c/w 黒い瞳よ（日本コロムビア 28233、1935.03）
- 川畑文子、モアナ・グリ－・クラブ / 憧れのハワイ c/w コロラドの月（テイチク 15122、1935.04）
- 川畑文子 / 谷の灯ともし頃 c/w バイバイブルース（テイチク 50004、1935.05）
- チェリー・ミヤノ、川畑文子（タップ・ダンス） / おゝ櫻!! c/w スヰート・ヂェニー・リー（テイチク 50005、1935.05）
- 川畑文子 / 灯りを消さずに c/w 黒い瞳よ（リーガル/日本コロムビア 66982、1935.05） *再発
- 川畑文子 / 青空 c/w 三日月娘（リーガル/日本コロムビア 66983、1935.05） *再発
- 川畑文子 / セント・ルイズ・ブル－ズ c/w 別れの接吻（リーガル/日本コロムビア 66984、1935.05） *再発
- 川畑文子 / 思い出 c/w ハワイの唄（リーガル/日本コロムビア 66985、1935.05） *再発
- 川畑文子 / 嘆きの天使 c/w あたし一人を（リーガル/日本コロムビア 66986、1935.05） *再発
- 川畑文子 / ユカレレ・ベビ－ c/w 泣かせて頂戴（リーガル/日本コロムビア 66987、1935.05） *再発
- 川畑文子 / 思い出の東京 c/w スペインの娘（リーガル/日本コロムビア 67036、1935.05） *再発
- 川畑文子、ディック･ミネ / 恋は荷物と同じよ c/w 川畑文子 / 貴女とならば（テイチク 50033、1935.06）
- 川畑文子 / 月光価千金 c/w 谷間の山彦（テイチク 50035、1935.06）
- 川畑文子 / ラモナ c/w スウイ－ト・ジェニ－・リ－（リーガル/日本コロムビア 67094、1935.06） *再発
- 川畑文子 / 美しの今宵 c/w リリウエ（テイチク 50041、1935.07）
- チェリ－・ミヤノ、川畑文子（タップ・ダンス） / 私のお人形 c/w 小さな風車（テイチク 50043、1935.07）
- 川畑文子 / ラバ－・カム・バック・ト－・ミ－（恋人よ我に帰れ） c/w アラビアの唄（リーガル/日本コロムビア 67150、1935.07） *再発
- 川畑文子 / アラビヤの唄 c/w 椰子の木蔭（テイチク 50061、1935.08）
- 川畑文子 / いろあかり c/w レット・ミ－・コ－ル・ユ－・スイ－トハ－ト（リーガル/日本コロムビア 67216、1935.08） *再発
- 川畑文子 / ブルーハワイ c/w ハワイの娘（テイチク 50077、1935.09）
- 川畑文子 / 淋しき路 c/w フー（リーガル/日本コロムビア 67235、1935.09） *再発
- 川畑文子 / アロマ c/w キューバの恋唄（テイチク 50117、1935.11）
- 川畑文子 / ジョニ－ c/w 花売娘（リーガル/日本コロムビア 67373、1935.11） *再発
- 川畑文子 / 愛のさゝやき c/w ナイルの唄（テイチク 50131、1935.12）
- 川畑文子 / 三日月娘 c/w 貴方に夢中（テイチク 50163、1936.01）
- バートン・クレイン / 威張って歩け c/w 川畑文子 / 君のマザー（リーガル/日本コロムビア 67853、1936.07）
- 川畑文子 / ティナティナ c/w ジャパンヂー（テイチク 50547、1936.11）
- 川畑文子､バートン・クレイン / サイド・バイ・サイド（貴方とならば） c/w 川畑文子 / ひとりぼっち（リーガル/日本コロムビア 68011、1936.11） *再発
- 川畑文子 / ラ・クカラチャ c/w 上海リル（テイチク 1185、1937.01） *再発
- 川畑文子 / 青空 c/w ウクレレベビー（テイチク 1528、1937.05）
- 川畑文子 / 君がまぼろし c/w 二人の恋（日本コロムビア 29819、1938.08）
- 川畑文子 / グディグディー c/w お休みなさい（日本コロムビア 29889、1938.09）
- 川畑文子 / 白帆に夕陽を浴びて c/w ロイ・槇 / 心の嘆き（日本コロムビア 29976、1938.11）
- 川畑文子 / ワー・フー c/w 中野忠晴 / 二つ星（日本コロムビア 30117、1939.02）

### CD
川畑文子の音源を収録したおもなCD作品には、次のようなものがある。
- 「日本のジャズ・ソング~戦前篇・二世ジャズシンガー川畑文子」（BRIDGE067　販売：(株)ブリッジ）

1976年に日本コロムビアより発売されたLP5枚組BOX、「日本のジャズ・ソング～戦前篇～」の復刻CDで、コロムビア時代の16曲を収録したもの。（監修：野口久光、構成：瀬川昌久）
- 「泣かせて頂戴~コケティッシュ・エキゾチック篇~」（BRIDGE187　販売：(株)ブリッジ）

コロムビア時代の初期の楽曲を中心に収録したもの。（監修：瀬川昌久）
- 「GOODY GOODY~JAZZ スタンダード篇~」（BRIDGE188　販売：(株)ブリッジ）

コロムビア時代の後期の曲を中心に収録したもの。（監修：瀬川昌久）BRIDGE187と188を併せれば、コロムビア発売の40曲のうち39曲が入手可能となった。
- 「貴方とならば・月光價千金～映画・ステージショー篇～」（BRIDGE189　販売：(株)ブリッジ）

テイチク時代の22曲（チェリー・ミヤノ＝ボーカル、川畑文子＝タップの2曲を含む）を収録したもの。（監修：瀬川昌久）
- 「ニッポン・モダンタイムス「SWING GIRLS」」（TECH-37281/82　発売：(株)テイチクエンタテインメント）

テイチク時代の川畑文子の曲10曲収録をはじめとして、チェリー・ミヤノ、ロージー・ミヤノ、野村春子、ベティ稲田、相良よし子（水島早苗）、東貴美子（松島詩子）、マリー・イボンヌ、神田千鶴子、由利あけみ、服部富子、轟夕起子の曲を計48曲収録。このうち(株)ブリッジ発売のBRIDGE189に含まれない曲が6曲（チェリー・ミヤノ＝ボーカル、川畑文子＝タップの2曲を含む）収録されている。（監修：毛利眞人）BRIDGE189と併せればテイチク発売の30曲のうち28曲が聴けることになる。